# 灌水
灌水（かんすい）とは、水やり、水を注ぐこと。
灌水法には、うねの間へ水を導くうね間灌水とパイプで導いた圧力水を飛沫状態にする散水法がある。 施設内では、点滴灌水、地中灌水なども行う。

## 灌水の目的
- 植物や作物が健やかに育つために必要な水分を供給する
- 土壌中の養分を溶かして根に吸収しやすくする
- 気温が高い時に、蒸散作用を通じて植物の体温調整に一役買う

## 灌水の方法
- 灌水ホースによる灌水
- スプリンクラーによる灌水
- 人力によるゴムホースなどでの手撒き散水
- 地表潅水（潅水チューブやスプリンクラーを設置して水を撒く）
- 点滴灌水（土に少しずつ水が浸透していく）
- 頭上灌水（ビニールハウス等の施設園芸で選ばれている灌水方法）

## 灌水と散水の違い
- 灌水は目的が含まれるという点で、単純に水を撒くという動作を意味する散水とは異なる